# 高木文堂
高木 文堂（たかぎ ぶんどう、1955年3月11日 - ）は、福井県の元政治家。米国弁護士。元福井県議会議員（無所属）。福井県南条郡南条町（現・南越前町）出身。

## 経歴
- 1955年3月11日 - 福井県南条郡南条町の寺院に生まれる
- 1970年3月 - 南条町立日野中学校卒業
- 1974年3月 - 福井県立藤島高等学校卒業
- 1978年3月 - 東京大学法学部卒業[1]
- 1978年4月 - 外務省入省
- 1979年 - 英語研修（オックスフォード大学）
- 1981年7月 - 在アラブ首長国連邦日本大使館
- 1983年8月 - 国連局政治課
- 1985年7月 - 領事移住部領事二課首席事務官
- 1990年5月 - 在ニューヨーク日本総領事館領事
- 1993年8月 - 外務省退職
- 1994年1月 - ニューヨーク大学ロースクール修士課程修了
- 1994年5月 - ニューヨーク州米国弁護士試験合格
- 1999年4月 - 福井県知事選挙に出馬、落選（獲得票数57,386票）
- 2003年4月 - 福井県知事選挙に出馬、落選（獲得票数199,497票）
- 2006年3月5日 - 福井市長選挙に出馬、落選（獲得票数44,900票）
- 2007年4月8日 - 福井県議会議員選挙福井1区に出馬、当選。
- 2007年12月6日 - 福井市長選挙に出馬表明。
- 2007年12月16日 - 福井市長選挙立候補を届け、福井県議は失職。
- 2007年12月23日 - 福井市長選挙、落選（獲得票数35,142票）

政治活動をやめてからは、ブランドコンサルティング会社勤務を経て、株式会社ZENブランディングを設立。

## 政策
- 選択的夫婦別姓制度導入に賛同[2]。「古い家父長制をひきずったまま､家族同姓であるべきとしていて､多様な生き方の障害になっている。出生に基づいた相続差別は人権後進国。時代の激変と価値観の多様化が進み､全体から個へ志向がシフトしている日本の現状に即していない。民法は速やかに現状に合わせて改正すべき。一人一人が性差や出生の前に一人の人間として自立し､互いを受け止めることが人権の尊重だ。市民の自発的な活動を支援していきたい。」と述べている[2]。

## 人物
- 外国法事務弁護士（ニューヨーク州弁護士）、浄土真宗誠照寺派 清照寺 住職[1]